# Лейкоцитарная формула

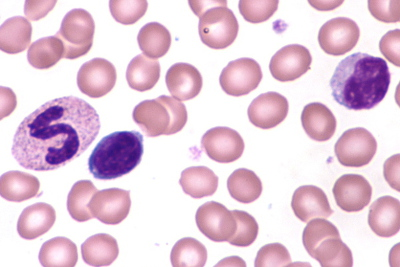
Нейтрофил (слева) и лимфоциты (справа) микроскопически в мазке крови

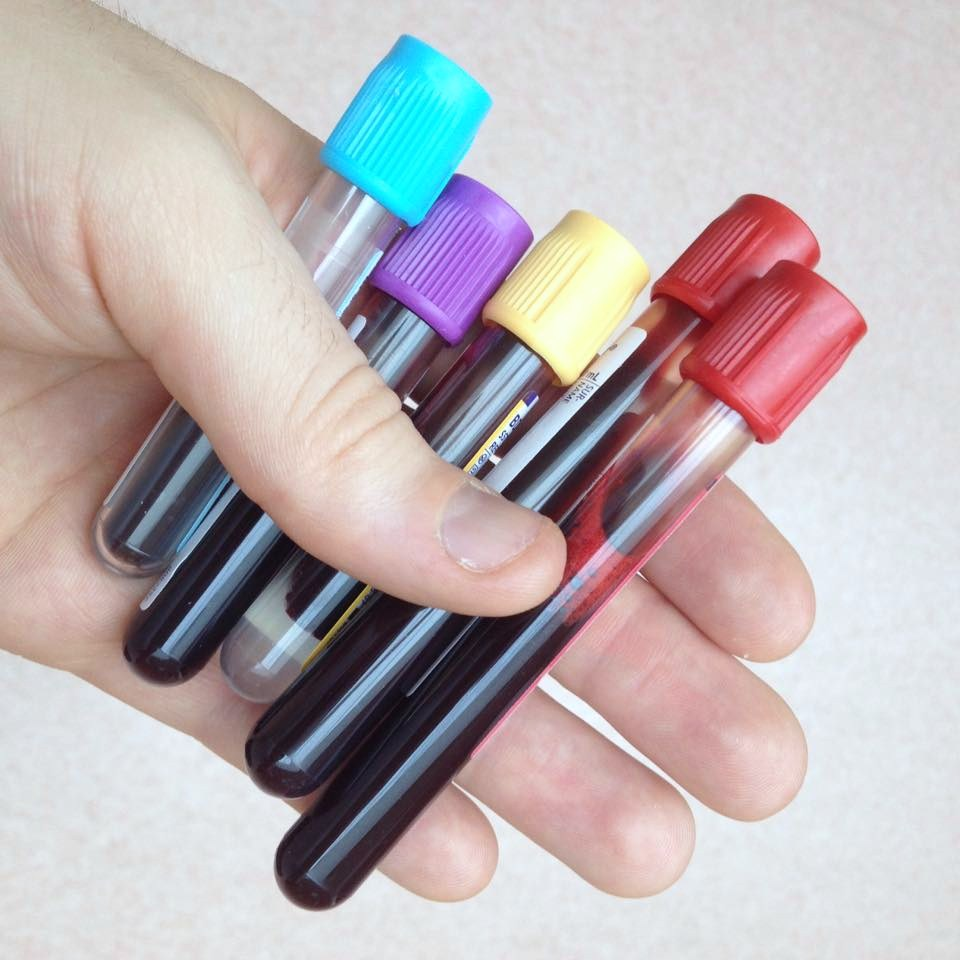
Пробирки вакутейнер, наполненные кровью; пробирка с фиолетовым верхом (ЭДТА) является предпочтительным образцом для ОАК и дифференциального тестирования

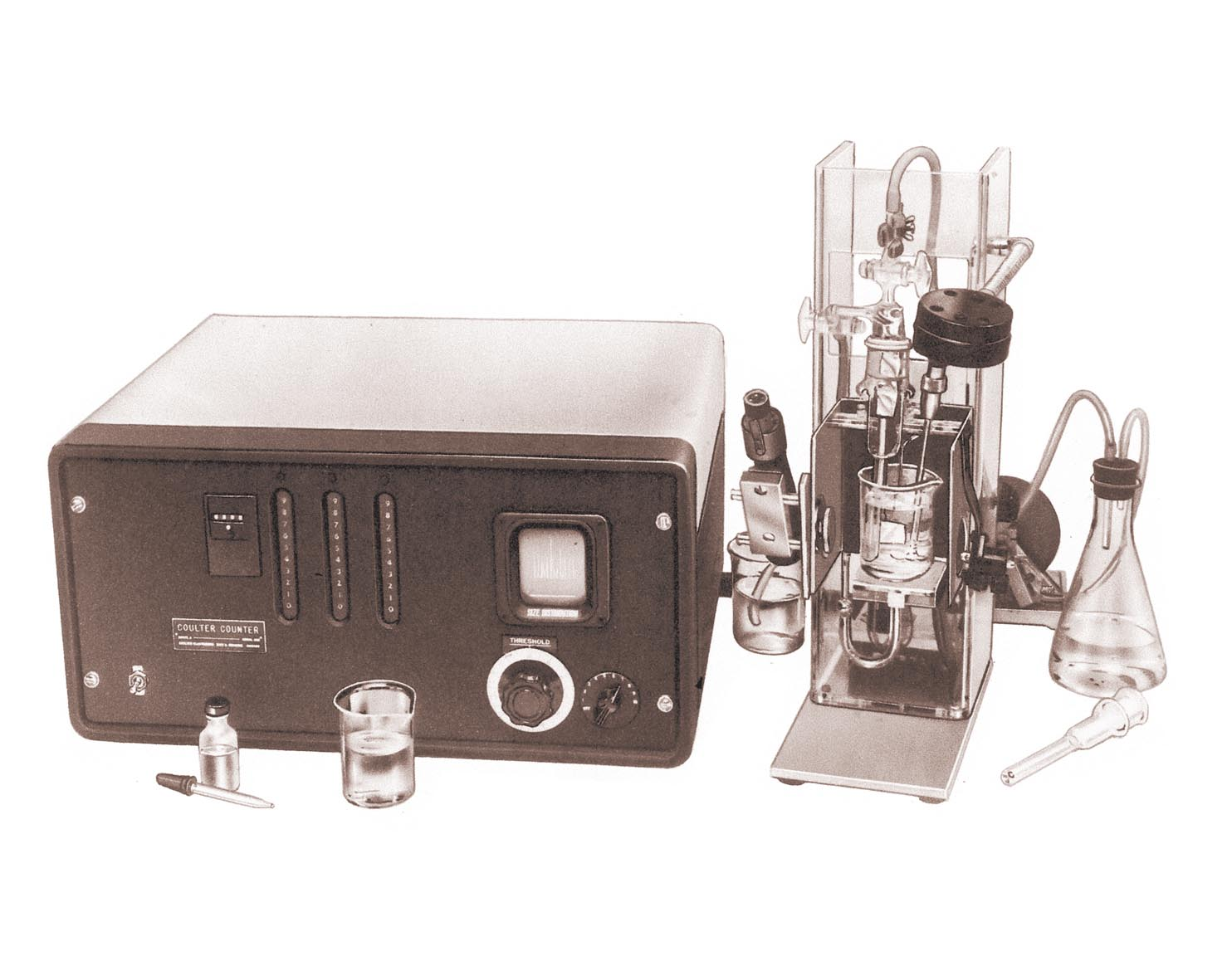
Счётчик Модель A Кольтер, первый коммерческий гематологический анализатор

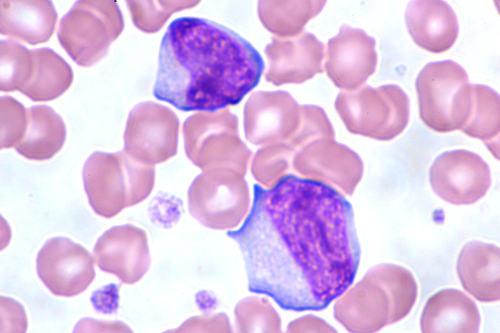
Ручной дифференциальный метод позволяет классифицировать клетки на основе незначительных изменений внешнего вида, как в этих реактивных лимфоцитах, наблюдаемых у человека с инфекционным мононуклеозом.

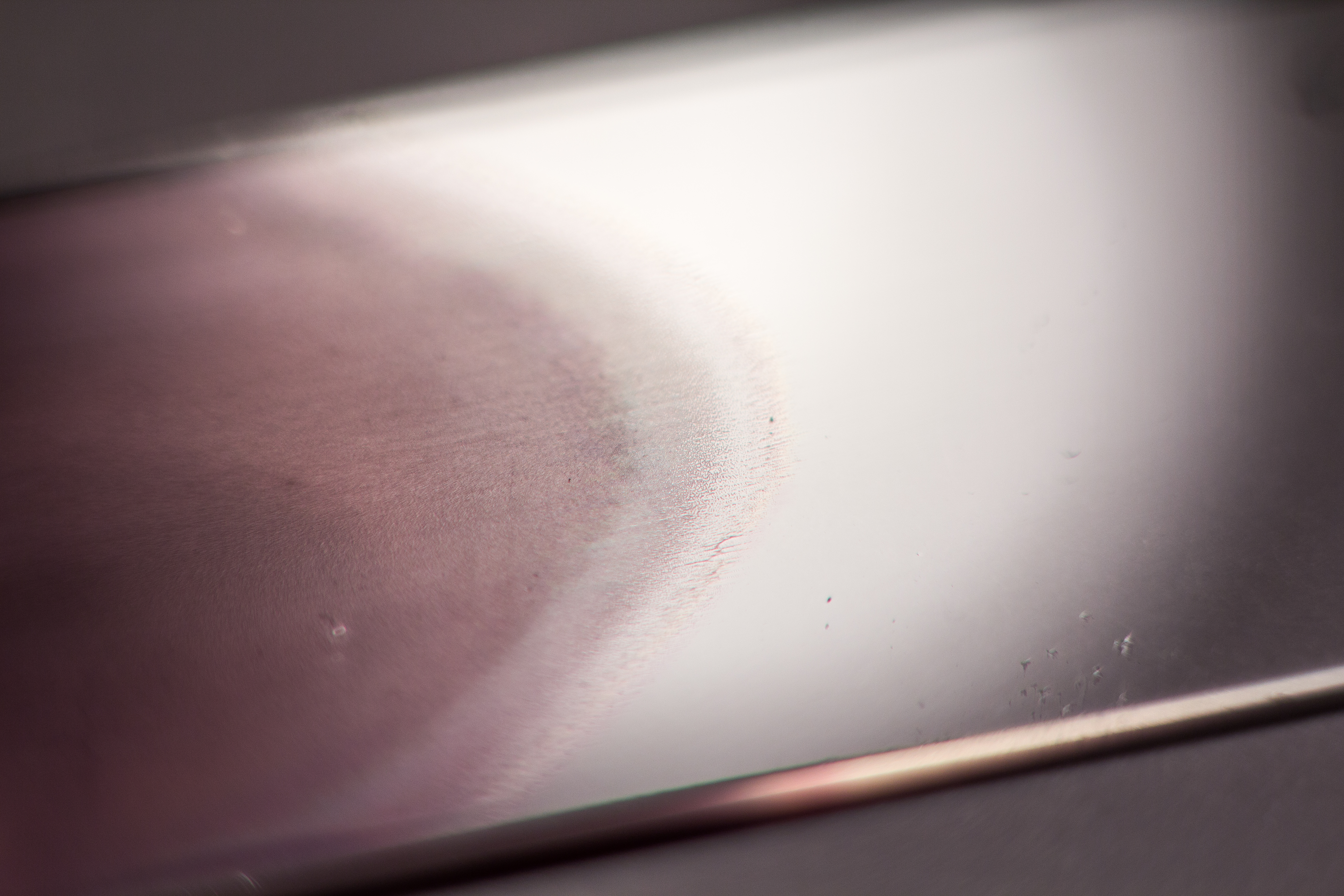
Крупный план края окрашенного мазка крови

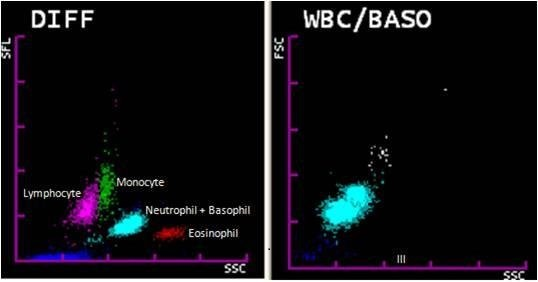
Пример дифференциальной диаграммы рассеяния лейкоцитов: разноцветные кластеры указывают на разные популяции клеток

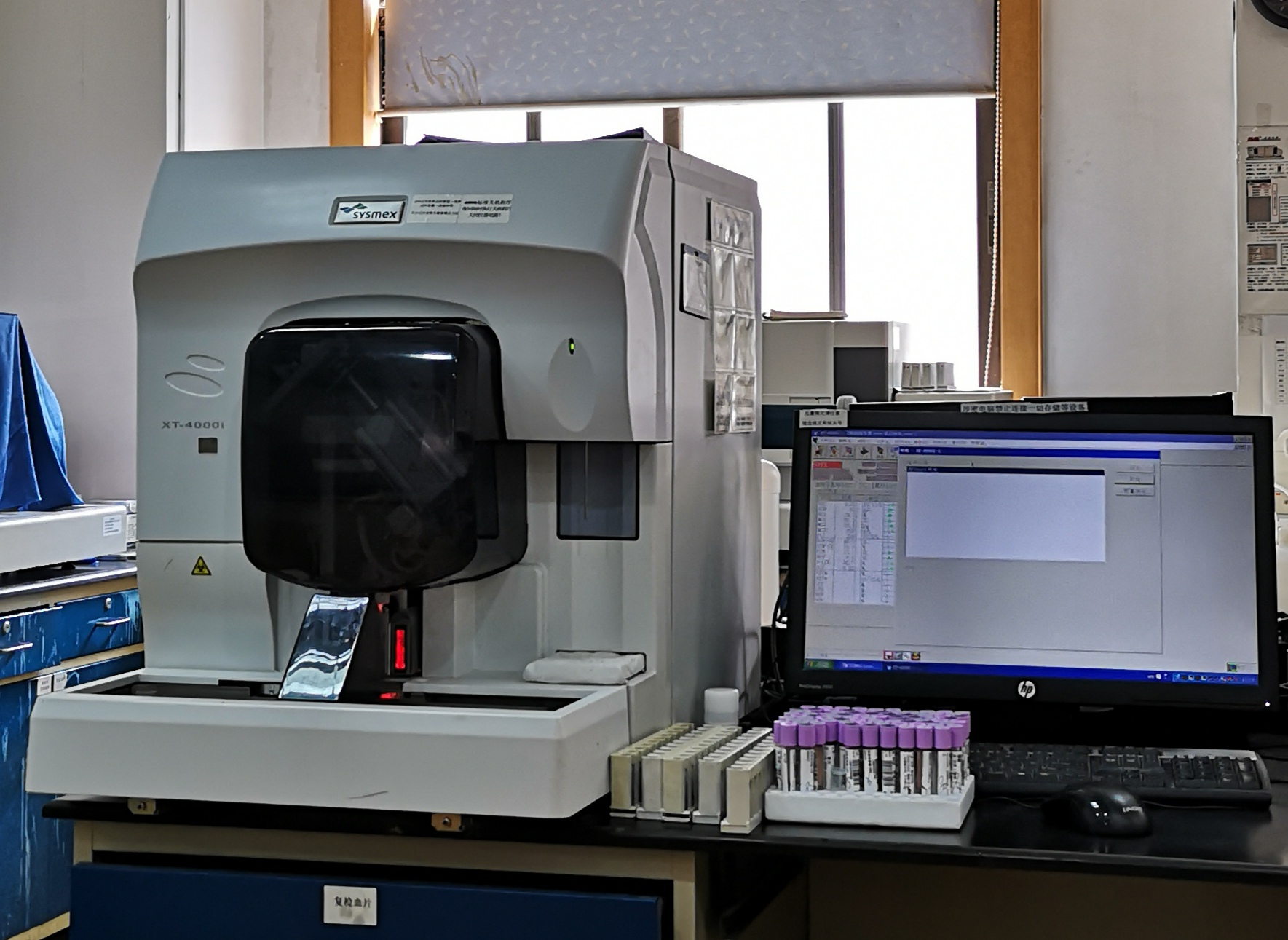
Автоматический гематологический анализатор (Sysmex XT-4000i)

Лейкограмма, или лейкоцитарная формула, — процентное соотношение различных видов лейкоцитов, определяемое при подсчёте их в окрашенном мазке крови под микроскопом.
Существует такое понятие, как сдвиг лейкограммы влево и вправо.
- Сдвиг лейкограммы влево — означает, что в крови появляются молодые, «незрелые» нейтрофилы, которые в норме присутствуют только в костном мозге, но не в крови.
- Сдвиг лейкограммы вправо — уменьшение нормального количества палочкоядерных нейтрофилов и увеличение числа сегментоядерных нейтрофилов с гиперсегментированными ядрами (мегалобластная анемия, болезни почек и печени, состояние после переливания крови).

## Методы подсчета
Лейкоциты в зависимости от плотности распределяются в мазках неравномерно: нейтрофилы, базофилы, эозинофилы — по периферии, ближе к краям; моноциты, лимфоциты — ближе к середине.
При подсчёте лейкоцитов используют методы Шиллинга или Филиппченко.
По Шиллингу определяют количество лейкоцитов в четырёх участках мазка (четырёхпольный метод). Всего в мазке подсчитывают 100—200 клеток.
Метод Филиппченко состоит в том, что мазок мысленно делят на 3 части: начальную, среднюю и конечную (трёхпольный метод). Подсчёт ведут по прямой линии поперёк мазка от одного его края к другому. В каждой части подсчитывают одинаковое количество клеток. Всего учитывают 100—200 лейкоцитов. Обнаруженные клетки записывают в специальную таблицу дифференциального подсчёта (сетка Егорова). Для более быстрого и удобного определения лейкоцитарной формулы применяют специальный 11-клавишный счётчик.

## Вариативность лейкограммы
Лейкограмма зависит от вида животного, возраста, пола, конституции; у животных одного вида могут быть различия в зависимости от породы, характера кормления и других факторов.
Лейкоциты в норме у человека составляют 4,0·109—9,0·109 на литр.

## Клиническое значение
В клинической практике лейкограмма имеет большое значение, так как при любых изменениях в организме процентное содержание одних видов клеток белой крови увеличивается или уменьшается за счёт увеличения или уменьшения в той или иной степени других. По данным лейкограммы можно судить о ходе патологического процесса, появлении осложнений и прогнозировать исход болезни. Данные лейкограммы необходимо сопоставлять с клиническим проявлением болезни

### Описание конкретных показателей

#### Нейтрофилы
Нейтрофилы в норме представлены тремя или двумя группами: могут присутствовать в малом количестве либо отсутствовать юные (ю) 0—0,5 %; палочкоядерные (п/я) 1—5 % и сегментоядерные (с/я) 40—68 %. Они обладают, в основном, бактерицидной и дезинтоксикационной функциями, нося условное название микрофагов (что отражает ведущий механизм их иммунной функции — фагоцитоз).
В зависимости от степени зрелости и формы ядра в периферической крови выделяют палочкоядерные (более молодые) и сегментоядерные (зрелые) нейтрофилы. Более молодые клетки нейтрофильного ряда — юные (метамиелоциты), миелоциты, промиелоциты — появляются в периферической крови в случае патологии и являются свидетельством стимуляции образования клеток этого вида. Длительность циркуляции нейтрофилов в крови составляет в среднем примерно 6,5 часов, затем они мигрируют в ткани.
В норме содержание в крови: 48—78 %.
Пределы нормы содержания нейтрофилов в лейкоцитарной формуле:
Взрослые 47—72 %
У детей в норме происходит 2 перекреста лейкоцитарной формулы в возрасте пяти дней и 4-5 лет, при этом до 5 дней преобладают нейтрофилы над лимфоцитами, почти как у взрослого человека, затем происходит первый перекрест: соотношение лимфоциты/нейтрофилы из примерно 20 % / 60 % превращается в 60 % / 20 %, так сохраняется до второго перекреста лейкоцитарной формулы, обычно он происходит в 4 года, но допустимо до 5 лет, после которого содержание и пропорции нейтрофилы/лимфоциты соответствует нормам взрослого человека.
Увеличение (нейтрофилия) вызывают
- воспалительные процессы;
- инфаркт миокарда, легкого;
- злокачественные новообразования;
- многие инфекционные процессы.

К уменьшению (нейтропения) приводят
- вирусные инфекции (гепатит, корь, краснуха, грипп, ветряная оспа, полиомиелит);
- инфекции, вызванные простейшими (токсоплазма, малярия);
- постинфекционные состояния;
- апластические анемии;
- грибковые инфекции;
- хронические бактериальные инфекции (стрепто- или стафилококковые, туберкулез, бруцеллез);
- проведение лучевой терапии.

Увеличение количества незрелых нейтрофилов (сдвиг влево):
- острые воспалительные процессы (крупозная пневмония);
- некоторые инфекционные заболевания (скарлатина, рожистое воспаление, дифтерия);
- злокачественные опухоли (рак паренхимы почки, молочной и предстательной желез) и метастазирование в костный мозг;
- миелопролиферативные заболевания, особенно хронический миелолейкоз;
- туберкулёз;
- инфаркт миокарда;
- кровотечения;
- гемолитический криз;
- сепсис;
- интоксикации;
- шок;
- физическое перенапряжение;
- ацидоз и коматозные состояния.

#### Эозинофилы
Эозинофилы (Э) — также обладают фагоцитарными свойствами, но это свойство используют прежде всего для участия в аллергическом процессе. Они фагоцитируют комплекс антиген-антитело, образованные преимущественно Ig E.
эозинофилов:
Взрослые 0,5—5,0 %
Дети до 12 лет 	 0,5—7,0 %
12—16 лет 	 0,5—6,0 %
Увеличение (эозинофилия) наблюдается при
- аллергических состояниях (бронхиальная астма, аллергические поражения кожи, сенная лихорадка);
- глистной инвазии (аскаридоз, эхинококкоз, лямблиоз, трихинеллез, стронгилоидоз);
- инфекционных заболеваниях (в стадии выздоровления);
- после введения антибиотиков;
- коллагенозах.

Уменьшение (эозинопения) встречается при
- некоторых острых инфекционных заболеваниях (брюшной тиф, дизентерия);
- остром аппендиците;
- сепсисе;
- травмах;
- ожогах;
- хирургических вмешательствах;
- в первые сутки развития инфаркта миокарда.

#### Базофилы
Базофилы (Б) — участвуют в воспалительных и аллергических процессах в организме.
В норме: 0—1 %
Увеличение базофилов бывает при
- аллергических состояниях;
- заболеваниях системы крови;
- острых воспалительных процессах в печени;
- эндокринных нарушениях;
- хронических воспалениях в желудочно-кишечном тракте;
- язвенном воспалении кишечника;
- лимфогранулематозе.

Уменьшение базофилов (базопения) встречается при
- длительной лучевой терапии;
- острых инфекциях;
- остром воспалении лёгких;
- гиперфункции щитовидной железы;
- стрессовых состояниях.

#### Моноциты
Моноциты (М) — относятся к агранулоцитам. Относятся к системе фагоцитирующих мононуклеаров. Они удаляют из организма отмирающие клетки, остатки разрушенных клеток, денатурированный белок, бактерии и комплексы антиген-антитело.
В норме содержание моноцитов в крови: 3-11 %
Увеличение (моноцитоз) встречается
- при инфекционных заболеваниях (туберкулез, сифилис, протозойные инфекции);
- при некоторых заболеваниях системы крови;
- при злокачественных новообразованиях;
- при коллагенозах;
- при хирургических вмешательствах;
- в период выздоровления после острых состояний.

Уменьшение (моноцитопения, или монопения) встречается
- после лечения глюкокортикоидами;
- при тяжелых септических процессах;
- при апластической анемии (поражение костного мозга);
- при волосатоклеточном лейкозе;
- при родах;
- при брюшном тифе.

#### Лимфоциты
Лимфоциты (Л/Ф) бывают трёх видов: Т-, В- и NK-лимфоциты. Они участвуют в распознавании антигенов. Т-лимфоциты участвуют в процессах клеточного иммунитета, а В-лимфоциты — в процессах гуморального иммунитета.
NK-лимфоциты (естественные или натуральные киллеры, англ. natural killer cell, NK cell) — большие гранулярные лимфоциты, обладающие естественной цитотоксичностью против раковых клеток и клеток, зараженных вирусами.
Нормы содержания лимфоцитов в лейкоцитарной формуле:
Взрослые 19—37 %
Норма лимфоцитов у детей — см. описание нейтрофилов — перекрест лейкоцитарной формулы.
Увеличение (лимфоцитоз) встречается
- после тяжёлого физического труда;
- во время менструации;
- при острых инфекционных заболеваниях (ветряная оспа, краснуха, коклюш);
- при вирусных инфекциях (грипп, аденовирусная и цитомегаловирусная инфекции).

Уменьшение (лимфопения) встречается при
- вторичных иммунных дефицитах;
- лимфогранулематозе;
- тяжёлых вирусных заболеваниях;
- приёме кортикостероидов;
- злокачественных новообразованиях;
- хронической болезни лёгких;
- недостаточности кровообращения.

## Лейкоцитарные индексы
Лейкоцитарные (или гематологические) индексы представляют собой отношение содержания различных форм лейкоцитов, а в некоторых случаев и СОЭ:
1. индекс Гаркави (ИГ = лимфоциты / сегментоядерные нейтрофилы)[2],
2. лейкоцитарный индекс интоксикации Я. Я. Кальф-Калифа (ЛИИ = (4×миелоциты + 3×метамиелоциты + 2×палочкоядерные нейтрофилы + 1×сегментоядерные нейтрофилы) × (плазматические клетки + 1) / ((моноциты + лимфоциты) × (эозинофилы + 1))),
3. ЛИИ в модификации Б. А. Рейса (ЛИИ Рейса = (миелоциты + метамицелоциты + палочкоядерные нейтрофилы + сегментоядерные нейтрофилы) / (моноциты + лимфоциты + эозинофилы)),
4. гематологический показатель интоксикации (ГПИ) по В. С. Васильеву с дополнениями П. И. Потейко (ГПИ = ЛИИ×Клей×КСОЭ×Кэр×Ктром, где Клей, КСОЭ, Кэр и Ктром — коэффициенты, соответствующие количеству лейкоцитов, СОЭ, эритроцитов и тромбоцитов, определенные по таблицам, приведенным в[3]),
5. ядерный индекс степени эндотоксикоза (ЯИСЭ = (моноциты + метамиелоциты + палочкоядерные нейтрофилы) / сегментоядерные нейтрофилы),
6. ядерный индекс сдвига (ЯИС = (миелоциты + метамиелоциты + палочкоядерные нейтрофилы) / сегментоядерные нейтрофилы),
7. индекс аллергизации (ИА = (лимфоциты + 10 × (эозинофилы + 1))/ (палочкоядерные нейтрофилы + сегментоядерные нейтрофилы + моноциты + базофилы)),
8. индекс иммунореактивности (ИИР = (лимфоциты + эозинофилы) / моноциты) по Д. О. Иванову с соавт[4].,
9. индекс соотношения нейтрофилов и моноцитов (ИСНМ = миелоциты + метамицелоциты + палочкоядерные нейтрофилы + сегментоядерные нейтрофилы / моноциты),
10. лимфоцитов и моноцитов (ИСЛМ = лимфоциты / моноциты),
11. лимфоцитов и эозинофилов (ИСЛЭ = лимфоциты / эозинофилы при наличии эозинофилов и ИСЛЭ = лимфоциты при отсутствии эозинофилов),
12. индекс соотношения эозинофилов и лимфоцитов (ИСЭЛ = эозинофилы / лимфоциты), который не зависит от наличия или отсутствия эозинофилов,
13. индекс соотношения лейкоцитов и СОЭ (ИЛСОЭ = (лейкоциты × СОЭ) / 100),
14. агранулоцитов и СОЭ (ИСЛМСОЭ = (лимфоциты + моноциты) / СОЭ),
15. нейтрофильно-лимфоцитарный коэффициент (НЛК = (миелоциты + метамиелоциты + палочкоядерные нейтрофилы + сегментоядерные нейтрофилы) / лимфоциты),
16. индекс сдвига лейкоцитов (ИСЛ = (эозинофилы + базофилы + миелоциты + метамиелоциты + палочкоядерные + сегментоядерные) / (моноциты + лимфоциты)),
17. лимфоцитарно-гранулоцитарный индекс (ЛГИ = лимфоциты × 10 / (эозинофилы + базофилы + миелоциты + метамиелоциты + палочкоядерные + сегментоядерные))[5],
18. показатель интоксикации (ПИ = (ЛИИ × лейкоциты, Г/л × СОЭ, мм/ч) / 1000).